# Billy-Berclau
Billy-Berclau (niederländisch Billy-Berklo) ist eine französische Gemeinde mit 5076 Einwohnern (Stand 1. Januar 2022) im Arrondissement Béthune, im Département Pas-de-Calais und in der Region Hauts-de-France.

## Geographie
Die Gemeinde Billy-Berclau liegt im Nordfranzösischen Kohlerevier zwischen den Städten Lens und Lille an der Grenze zum Département Nord. Am Ostrand der Gemeinde befindet sich die Abzweigung des Canal d’Aire vom Canal de la Deûle.

## Geschichte
Ein Teil der Gemeinde wurde im Ersten Weltkrieg zerstört.
Am 27. März 2003 forderte eine Explosion im örtlichen Sprengstoffwerk vier Tote.

## Bevölkerungsentwicklung
| Jahr                       | 1962 | 1968 | 1975 | 1982 | 1990 | 1999 | 2012 | 2022 |
| -------------------------- | ---- | ---- | ---- | ---- | ---- | ---- | ---- | ---- |
| Einwohner                  | 2963 | 2979 | 3164 | 3579 | 4149 | 4259 | 4277 | 5076 |
| Quellen: Cassini und INSEE |      |      |      |      |      |      |      |      |

## Sehenswürdigkeiten
- Erholungspark der Gemeinde auf einer gefluteten ehemaligen Bergwerksanlage
- deutscher Soldatenfriedhof
- Wasserschloss
- Chico-Mendes-Platz

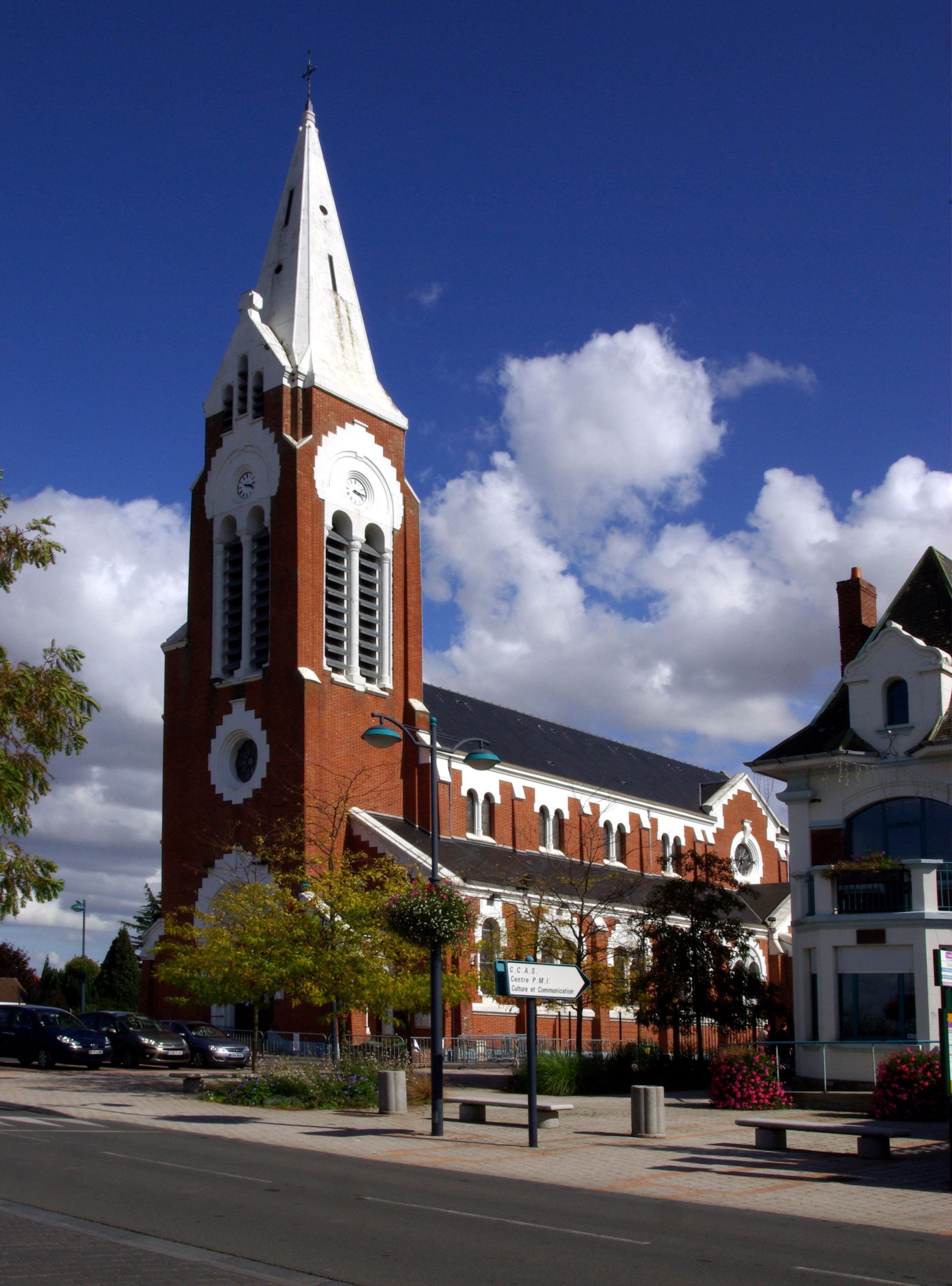
Kirche Notre-Dame
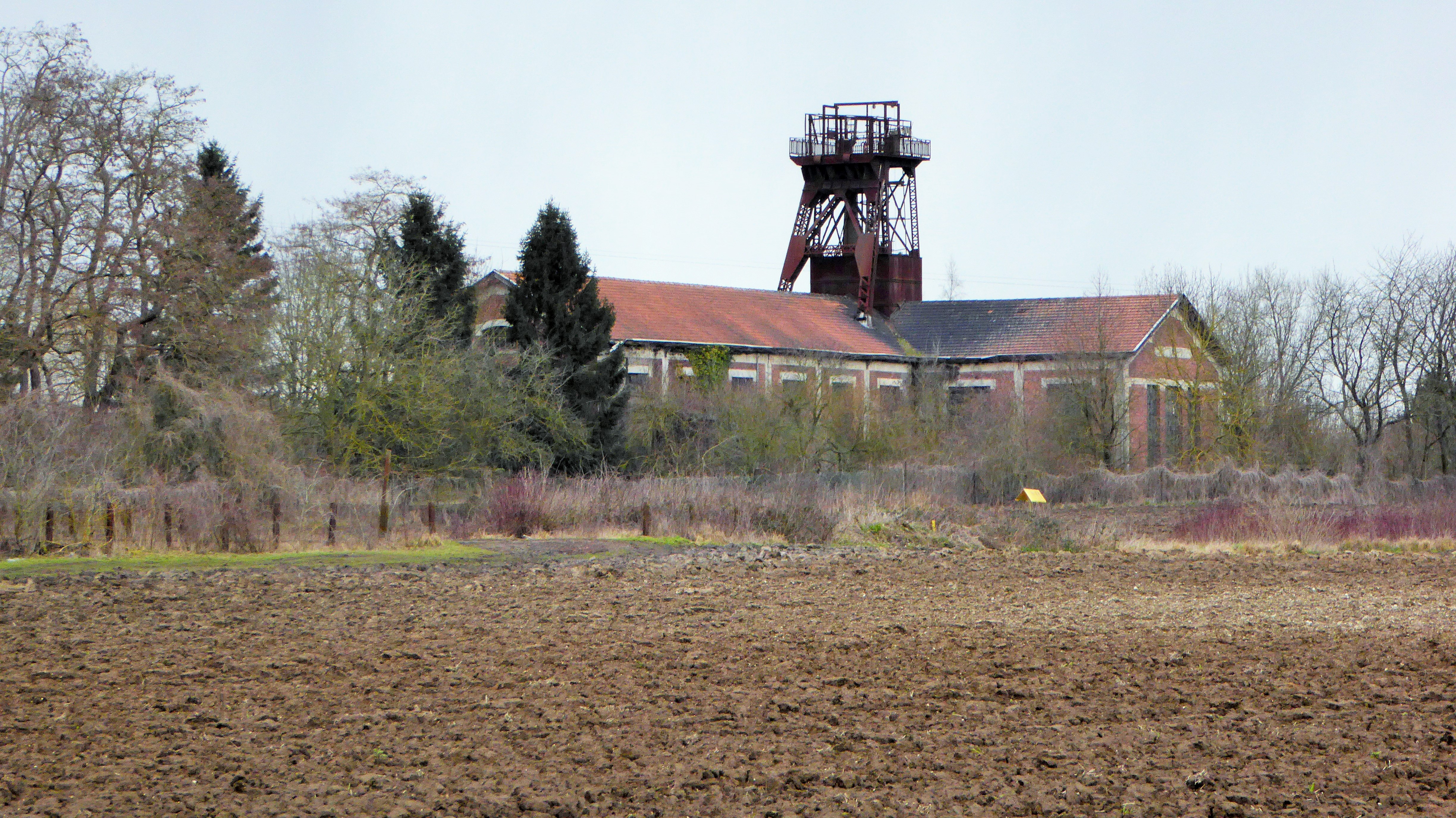
Ehemaliger Förderturm der Zeche Nr. 5
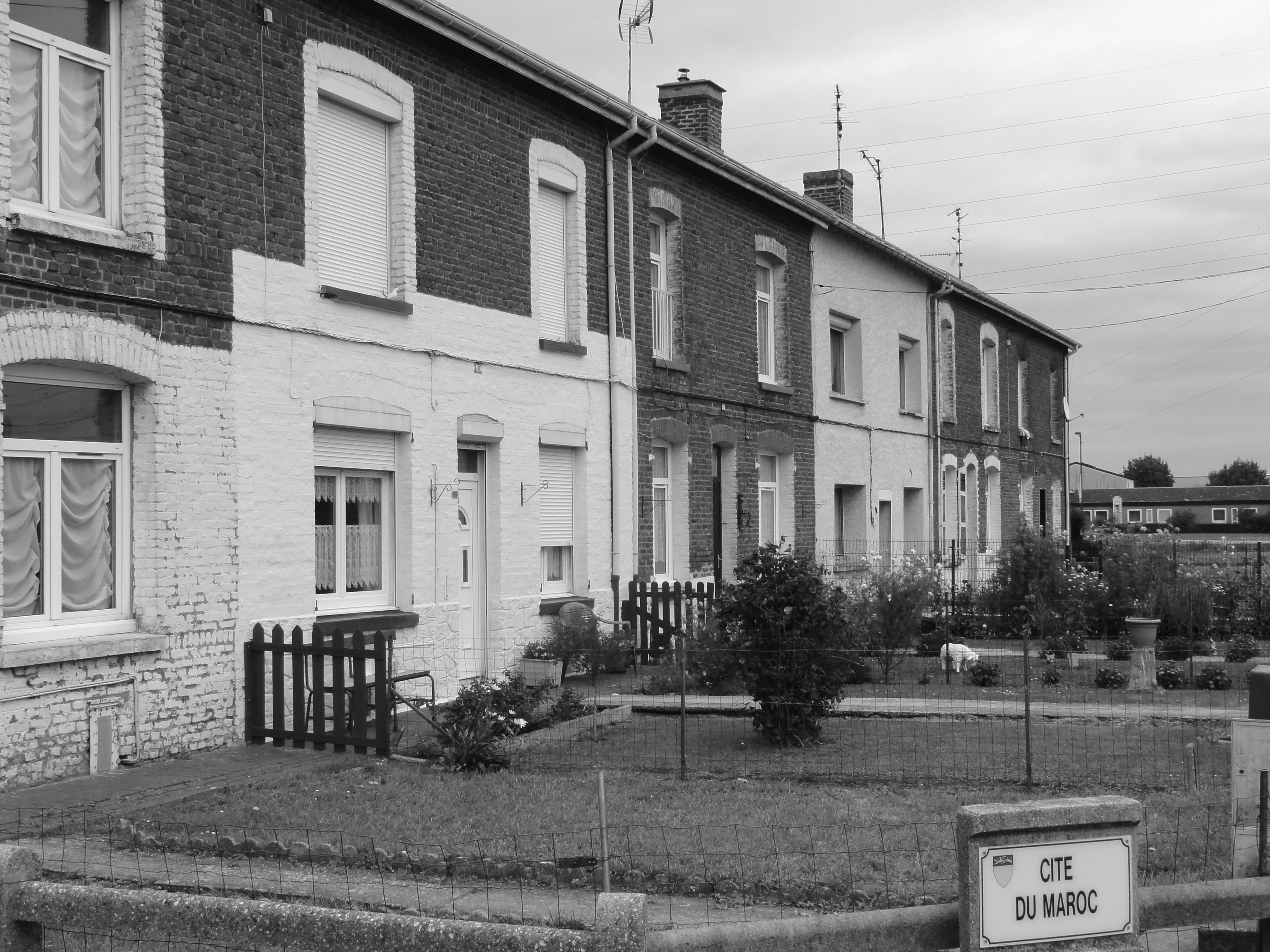
Bertgarbeiterhäuser der Zeche Nr. 5
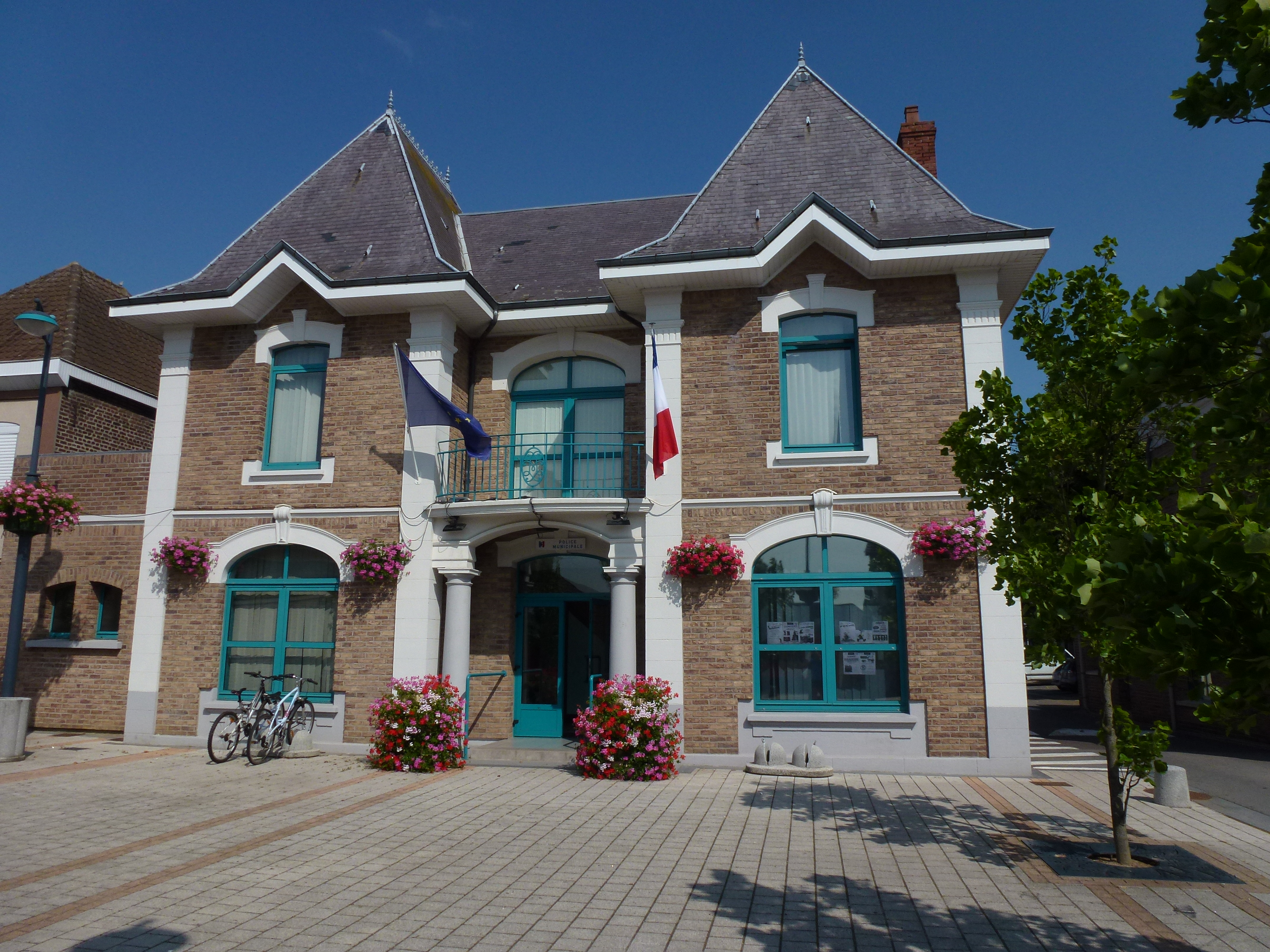
Polizeistation
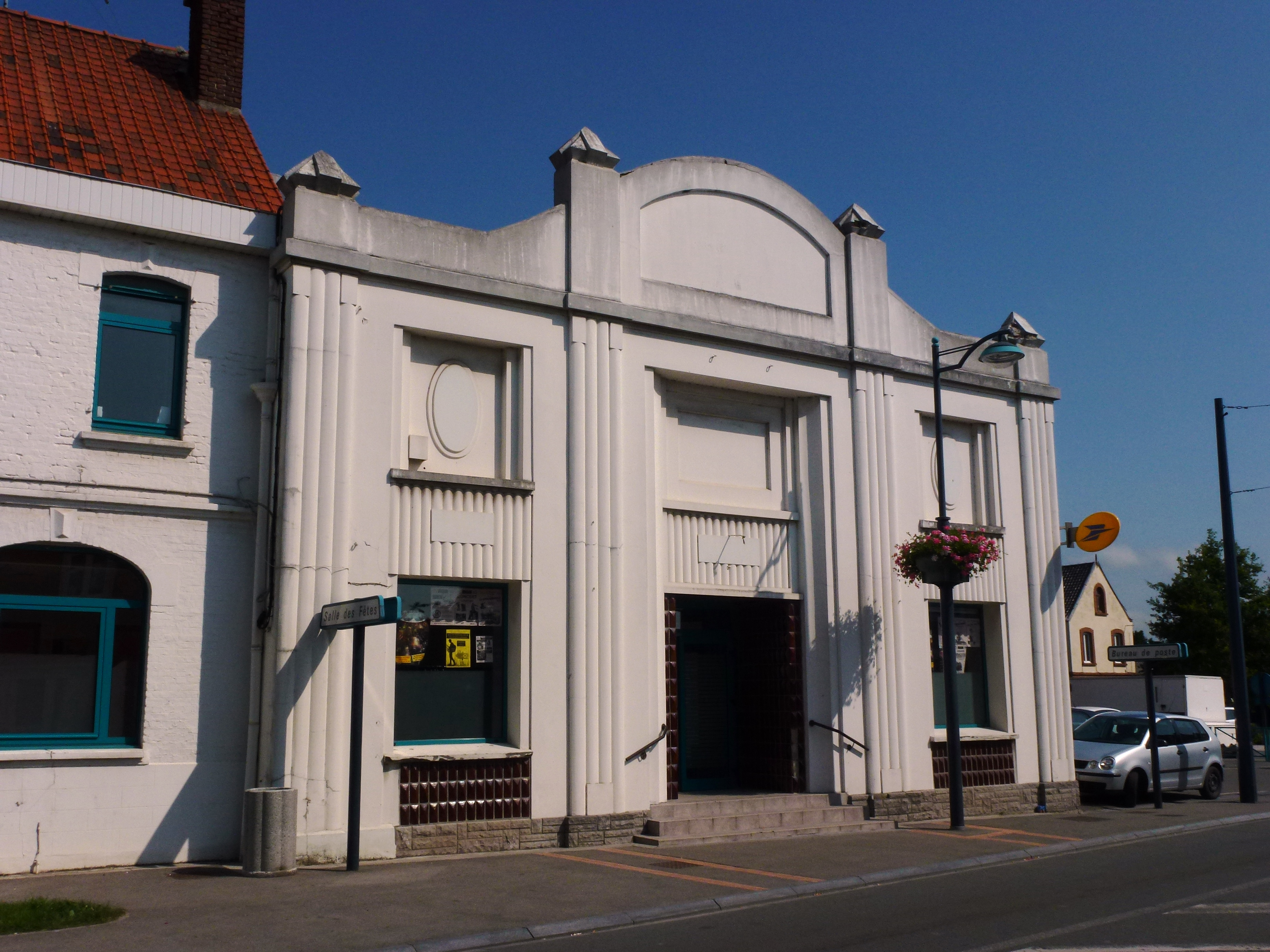
Gemeindefesrhalle
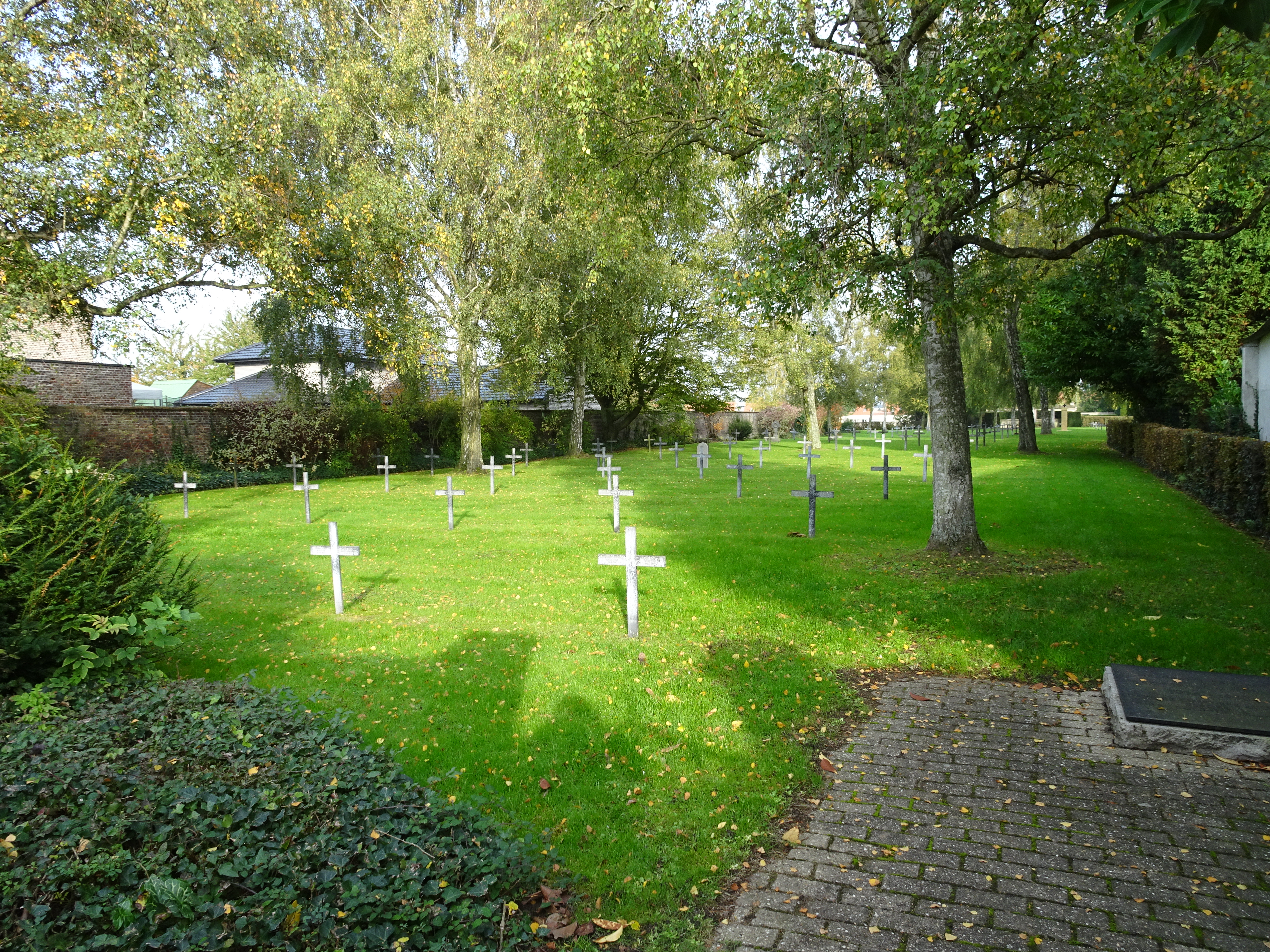
Deutsche Kriegsgräberstätte

## Wirtschaft
Die Gemeinde verfügt über ein sehr starkes ortsansässiges produzierendes Gewerbe (u. a. eine Motorenfabrik mit rund 6000 Beschäftigten).
Im Mai 2023 wurde eine Batteriefabrik von Automotive Cells Company, einem Joint-Venture von Stellantis, Mercedes-Benz und  TotalEnergies eröffnet.

## Gemeindepartnerschaft
Es besteht seit dem 26. Januar 2001 eine Gemeindepartnerschaft mit der hessischen Gemeinde Weilrod.